# Motín carcelario de Yare
El motín carcelario de Yare fue motín carcelario en el complejo de la prisión Yare I, una superpoblada prisión en Venezuela, el 20 de agosto de 2012 que tuvo lugar cuando prisioneros armados que se encontraban alojados se amotinaron e iniciaron un tiroteo entre dos grupos rivales, resultando en la muerte de 25 personas, una de las cuales era una persona que estaba de visita. Entre los heridos durante el incidente se encontraban 29 presos y 14 visitantes.

## Trasfondo
El sistema carcelario de Venezuela está fuertemente superpoblado, debido a que si bien sus instalaciones sólo tienen capacidad para albergar a sólo 14.000 presos, en la práctica tienen unos 50.000 reclusos. (es decir, una tasa más de tres veces mayor a la que originalmente le correspondería tener).
Más de 300 prisioneros mueren cada año, y eso no sólo se debe a las condiciones de hacinamiento. Los prisioneros tienen un relativamente fácil acceso a los narcóticos o a las droga ilegales, e incluso a las granadas y metralletas. Según la ONG local denominada “Observatorio de Prisiones Venezolano”, durante la primera mitad del año 2012 los enfrentamientos entre pandillas rivales dejaron un saldo de 304 muertos, cifra equivalente a un 15% de incremento en relación con el año anterior.
Las masacres carcelarias han sido uno de los obstáculos que ha debido atravesar el gobierno del presidente Hugo Chávez. Después de los motines carcelarios que tuvieron lugar en 2011 en las prisiones de El Rodeo I y El Rodeo II, donde docenas de presos fueron respectivamente asesinados,
Chávez anunció el lanzamiento de un programa oficial destinado a reducir los índices de violencia y la superpoblación en el sistema penitenciario venezolano. No obstante, el mandatario ha culpado a los anteriores gobiernos “burgueses” de la IV república, antes de que él asumiese el poder en 1999, por los actuales problemas que tiene el sistema carcelario venezolano.
Por el contrario, Henrique Capriles Radonski, el principal líder de la oposición política venezolana, después del motín carcelario caraqueño del 20 de agosto de 2012 afirmó por medio de su cuenta personal en el servicio de mensajería instantánea Twitter que el gobierno de Chávez había sido negligente respecto de las reformas carcelarias.
La más mortal masacre carcelaria de la historia de Venezuela ocurrió en 1994 en las instalaciones de la Cárcel Nacional de la occidental ciudad de Maracaibo, capital del estado Zulia, donde alrededor de 130 presos fueron quemados hasta la muerte o masacrados con machetes durante una pelea pandillera relacionada con una disputa ética.

## Incidente
El 20 de agosto de 2012 estalló dentro del complejo de prisiones Yare I, cercano a Caracas, un enfrentamiento entre dos pandillas rivales dejó un saldo de 25 muertos y 43 heridos, La pelea estalló después de que alguien hiciese un disparo durante una discusión entre los líderes de dos facciones pandilleras enfrentadas, aunque el tiro en cuestión no hirió a nadie. La batalla armada mientras ambas pandillas contendían por el control de la prisión duró más de cuatro horas, llevando el número total de muertos acumulados a más de quinientos desde que el gobierno de Venezuela creó en julio de 2011 un ministerio de prisiones con la idea en mente de reformar el sistema carcelario del país.
Cerca de 980 mujeres estaban realizando una visita a la prisión cuando ocurrió el motín y algunas de las mismas decidieron quedarse adentro porque temían cómo reaccionarían las fuerzas de seguridad que estaban fuera de la prisión. Informes realizados por medios locales indicaron que la tensión dentro de la prisión pudo haber comenzado después de que varios presos fueron transferidos a Yare I desde La Planta, otra superpoblada prisión cerca de la ciudad de Caracas que fue cerrada tras una serie de violentos incidentes que habían tenido lugar tan sólo 3 meses antes, en mayo de 2012.
Algunos expertos en seguridad creen que el sistema penitenciario de Venezuela sigue siendo un caldero de violencia porque las pandillas carcelarias dominan las instalaciones, tienen un fácil acceso a las armas y son demasiado poderosas para las corruptas e ineficientes autoridades de las prisiones.

## Reacciones
Tras las muertes violentas, la ministra de prisiones venezolana Iris Varela dijo al respecto que “los haremos responder por esto”. Por su parte, el dirigente opositor venezolano Henrique Capriles escribió al respecto en su cuenta personal de Twitter que “La transformación del sistema de prisiones venezolano es otra gran mentira que nos ha dicho este gobierno. ¿Cuántos más morirán?